# Nephrotoma stygia
Nephrotoma stygia is een tweevleugelige uit de familie langpootmuggen (Tipulidae). De soort komt voor in het Palearctisch gebied.